# Chella Man

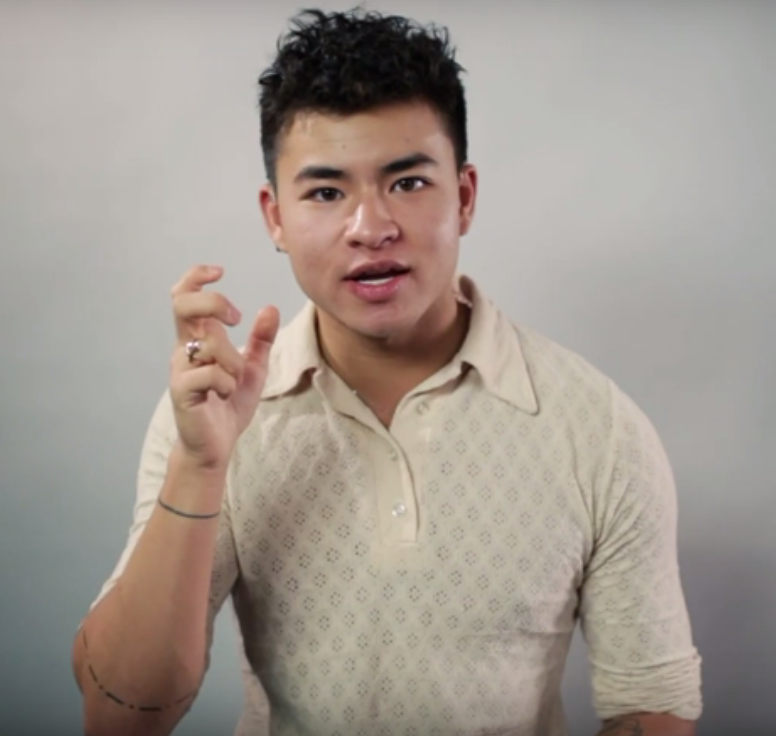
Chella Man im Januar 2019

Chella Man (geboren 26. November 1998 in Pennsylvania) ist ein US-amerikanischer YouTuber, Schauspieler, Model und LGBT-Aktivist. In seinen Videos behandelt er vor allem Themen über seine geschlechtliche und kulturelle Identität sowie seine Gehörlosigkeit. Einem breiteren Publikum wurde er durch die Darstellung der Figur Jericho in der zweiten Staffel der DC Universe-Serie Titans bekannt.

## Leben
Chella Man wurde 1998 in einer Kleinstadt im Süden von Pennsylvania geboren und hat mütterlicherseits jüdische sowie väterlicherseits sinoamerikanische Wurzeln. Bereits als Kind litt er aufgrund seines weiblichen Geburtsgeschlechts unter einer Genderinkongruenz, zudem verlor er ab dem Alter von vier Jahren allmählich seine Hörfähigkeit, wobei hierfür keine Ursache festgestellt werden konnte. Als Man 13 Jahre alt war, war er fast vollständig gehörlos und erhielt deswegen im Jahr darauf ein Cochlea-Implantat, zwei Jahre später ein weiteres Implantat für sein anderes Ohr. In seinem Beruf und Privatleben kommuniziert Man, der das Lippenlesen beherrscht, sowohl auf Englisch als auch mit American Sign Language (kurz ASL).
2017 begann Man mit einer geschlechtsangleichenden Maßnahme. Er erhielt zu diesem Zweck Testosteron-Injektionen im Zuge einer Hormonersatztherapie und unterzog sich auch einer geschlechtsangleichenden Operation am Oberkörper.
Im Mai 2018 sprach Man bei einer TED-Veranstaltung über seine geschlechtsangleichende Maßnahme und die allmähliche Selbstkenntnis, sich weder vollständig weiblich noch männlich zu fühlen. Er gab während seiner Rede an, sich als genderqueer, also nichtbinär, zu identifizieren. Allerdings beansprucht er im Bezug auf sich selbst nicht das singulare they (ist auch im Singular geschlechtsneutral), wie es bei nicht-binären Person im englischen Sprachraum üblich ist, sondern verwendet weiterhin das englische Pronomen he („er“). Seit demselben Jahr studiert Man an der The New School in Manhattan das Fach VR-Programmierung.

## Karriere
Im Mai 2017 erstellte Man seinen YouTube-Kanal. Er wollte so laut eigener Aussage die Sichtbarkeit von jungen Personen erhöhen, die queer, gehörlos, jüdisch oder trans sind beziehungsweise asiatische Wurzeln haben. Auf seinem Kanal veröffentlicht er oft Videos über seine Geschlechtsidentität und dokumentierte seine gesamte geschlechtsangleichende Maßnahme, unter anderem indem er zeigte, wie sich die Testosteron-Einnahme über einen Zeitraum von einem Jahr auf seinen Körperbau sowie seine Stimme auswirkte. Zudem behandelt er auf seinem Kanal generelle Aspekte über das Thema Transidentität, in einem Video erklärte er beispielsweise die genaue Bedeutung von Genderinkongruenz.
Neben Videos über seine Beziehung zu einer Fotokünstlerin und seinem Interesse an Malerei und Tattoo-Design produziert Man auch in unregelmäßigen Abständen auf seinem Account Anleitungen für ASL. So übersetzte er die Lieder She Will Be Loved von Maroon 5, Let Me Love You von Mario, Love For A Child von Jason Mraz sowie Perfect von Ed Sheeran in Gebärdensprache und zeigte in weiteren Videos grundlegende Kenntnisse für die Kommunikation mit gehörlosen Personen. Zusammen mit dem ebenfalls gehörlosen Schauspieler Nyle DiMarco redete Man per ASL für die sich an queere Personen richtende Online-Publikation them. über Gehörlosigkeit in der LGBT-Gemeinschaft, die beiden zeigten für die Zeitschrift auch, wie typische queere Begriffe, beispielsweise gay, drag oder bi, in amerikanischer Gebärdensprache dargestellt werden. Ferner produzierten sie auf DiMarcos YouTube-Kanal gemeinsam ein Video über die Schwierigkeiten für Gehörlose bei Kinobesuchen.
Neben seinem YouTube-Kanal führt Man auch einen Instagram-Account. Dort behandelt er ähnliche Themen wie in seinen Videos, rief in der Vergangenheit junge Person aber auch dazu auf, sich politisch zu beteiligen und ihr Wahlrecht zu nutzen, wobei er andeutete, die damalige Regierung nicht zu unterstützen. Laut eigener Aussage entschloss sich Man in der High School, seine Heimatstadt zu verlassen, nachdem Donald Trump dort einen Wahlkampf-Auftritt absolvierte und in den Fluren homophobe Sprechchöre zu hören waren.
Im September 2018 wurde Man von IMG Models unter Vertrag genommen. Das Label war durch Fotos von Mans Oberkörper nach seiner Transition, die sich im Internet viral verbreiteten, auf ihn aufmerksam geworden. Er modelte unter anderem für The Advocate, die in den Vereinigten Staaten älteste und größte queere Zeitschrift, die britische Ausgabe der Vogue sowie die Unternehmen Calvin Klein, Gap Inc. und American Eagle Outfitters. Im November wurde Man zu einer der Out100 ernannt, der laut Out 100 einflussreichsten LGBT-Personen des Jahres.
Im März 2019 wurde Man für die Rolle des gehörlosen Superhelden Jericho in der zweiten Staffel von Titans verpflichtet. Jericho ist aufgrund einer in der Kindheit erlittenen schweren Halsverletzung stumm und benutzt ASL, um mit anderen zu kommunizieren. Er ist der Sohn des Antagonisten Deathstroke, von dessen Tätigkeit als Auftragsmörder er aber nichts weiß. Jericho macht als Kind Bekanntschaft mit dem Titans-Mitglied Robin, der bald darauf Jerichos Fähigkeit entdeckt, per Augenkontakt kurzzeitig von anderen Personen Besitz zu ergreifen, weswegen er ihm anbietet, als Erwachsener Mitglied bei den Titans zu werden. Man nahm die Rolle an, weil er sich mit Jerichos Kommunikation per Gebärdensprache identifizieren konnte, zudem sei die Darstellung von behinderten Figuren durch behinderte Personen wichtig, weil sich so die authentische Repräsentation behinderter Menschen erhöhe und dazugehörige Stereotypen neu hinterfragt werden könnten.
Im Juni 2020, zum 50. Jubiläum der ersten Pride-Parade in den Vereinigten Staaten, wurde Man von der sich an LGBT-Lesende richtenden Online-Publikation Queerty zu einer der 50 wegbereitenden Personen ernannt, die die US-amerikanische Gesellschaft in Richtung Gleichheit, Würde und Akzeptanz für alle queere Personen lenkten. Im folgenden Monat stieß Man unter anderem neben der trans Schauspielerin Trace Lysette als Executive Producer zum Stab der Dokumentations-Serie Trans in Trumpland über die Lage von trans Personen unter der Trump-Regierung dazu. Diese wurde am 25. Februar 2021 auf dem zu First Look Media gehörenden Streaming-Dienst Topic veröffentlicht.
2021 erschien Mans erstes Buch mit dem Titel Continuum. Er verfasste die Autobiografie während der häuslichen Quarantäne im Zuge der COVID-19-Pandemie. Das Buch ist Teil der Initiative Pocket Change Collective des Verlags Penguin Random House. Bei dieser sollen verstärkt Jugendbücher von queeren beziehungsweise nicht-weißen Autoren veröffentlicht werden, die über ihre Erfahrungen als Angehörige einer Minderheit schreiben. Im selben Jahr wurde Man zusammen mit anderen Internet-Persönlichkeiten als Werbeträger für eine Kollektion von Yves Saint Laurent verpflichtet, die sich an die Generation Z richtet. Zudem veröffentlichte Man auf seinem YouTube-Kanal ebenfalls 2021 ein Video mit dem Titel The Beauty of Being Deaf. In diesem befanden sich er, das Model Rayly Aquíno sowie die Tänzerin Raven Sutton, die beide ebenfalls gehörlos sind, unter Wasser und führten eine Unterhaltung auf ASL. Das Video diente zugleich als Werbung für an Hörgeräten und Cochlea-Implantaten anbringbaren Schmuck, den Man selbst entwarf. Er habe sich dem Aussehen seiner Geräte nie verbunden gefühlt und wollte mit den Accessoires darüber hinaus die Aufmerksamkeit der Öffentlichkeit auf die Gehörlosen- sowie Schwerhörigen-Gemeinschaften lenken.
Für seine Verdienste um die LGBT-Gemeinschaft erhielt Man 2021 den Hero Award der sich an queere Personen richtenden britischen Zeitschrift Attitude.